# Технологический университет Ваала
Технологический университет Ваала (VUT) — высшее учебное заведение в Южно-Африканской Республике. Это один из крупнейших технических университетов, в котором обучается более 20 000 студентов и предлагается 40 программ, преподавание по которым ведётся преимущественно на английском языке. Кампус и учебные объекты обеспечивают для студентов возможности для обучения, исследований, отдыха, спорта, искусства и культуры, а также общественной работы. В кампусах имеются лекционные залы, лаборатории, аудитории и офисные помещения.

## История
Предшественником Технологического университета Ваала был Колледж высшего технического образования Ваальского Треугольника. Расположенный в Фандербейлпарке, в промышленном центре Южной Африки, колледж открылся в 1966 году для 189 студентов и 15 преподавателей. В 1975 году новые здания, включая библиотеку, спортзал, лаборатории и лекционные залы, обеспечили дальнейшее развитие, и к 1978 году число студентов достигло 3000 человек, а штат преподавателей увеличился до 137. В 1979 году «Закон о внесении изменений в Закон о высшем техническом образовании» изменил название на «Техникон Ваальского Треугольника» и предоставил новой категории высших учебных заведений возможность выдавать сертификаты, дипломы бакалавров и магистров.
К 1987 году число студентов достигло 6 000, а спустя двенадцать лет к 1999, — почти 15 000. В 2004 году заведение было реорганизовано в Технологический университет Ваала. В университет был включён старый кампус университета Виста в посёлке Себокенг.
В 2022 году было объявлено, что университет закрывает кампусы в Северо-Капской провинции, Мпумаланге и Гаутенге с переводом некоторых студентов в основной кампус в Фандербейлпарке. Для финансовой устойчивости и пригодности инфраструктуры было принято решение о функционировании VUT в качестве учебного заведения с одним кампусом.

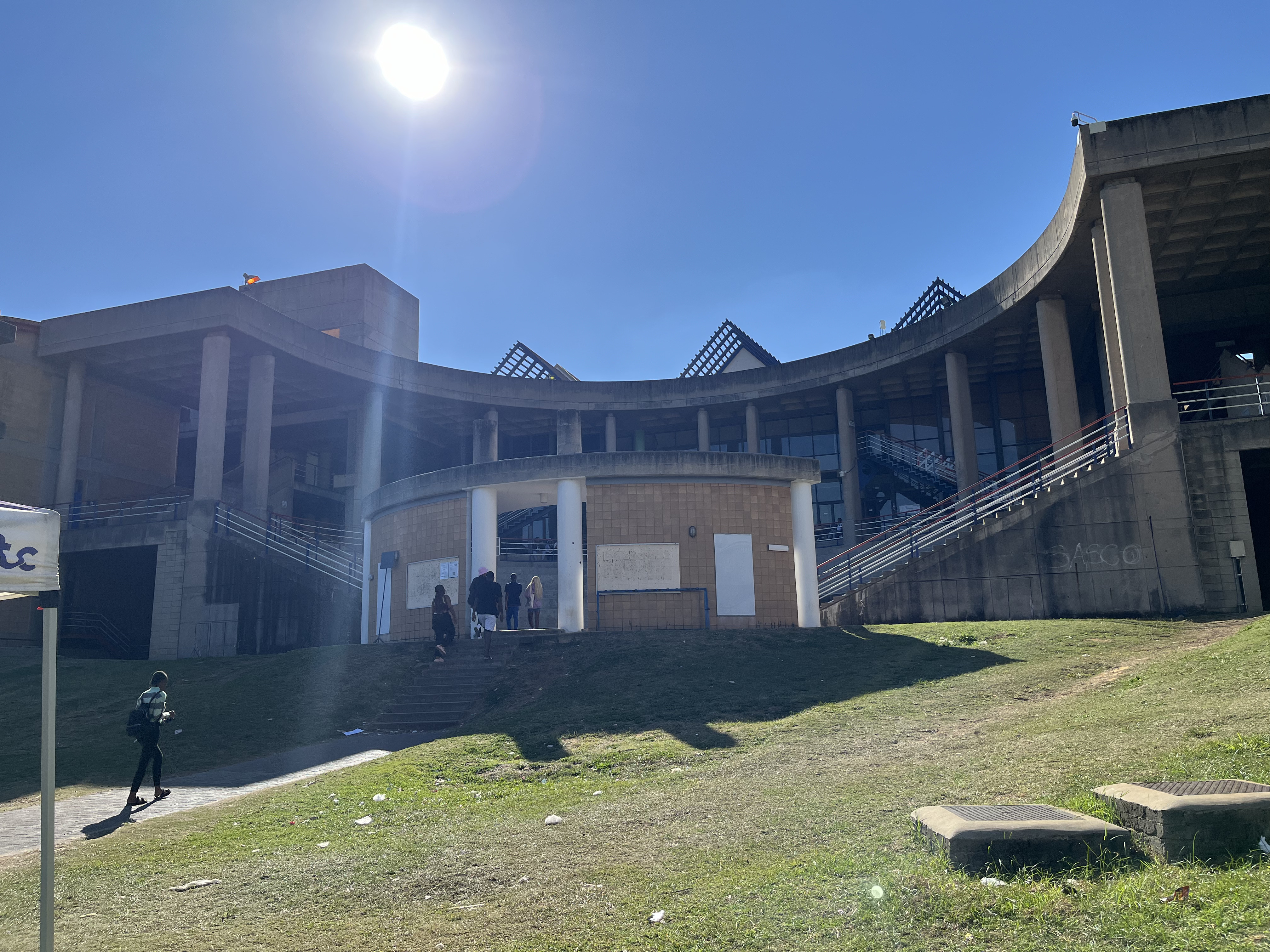
Вид на университет

## Факультеты
Университет представлен четырьмя факультетами:
- Прикладные и компьютерные науки[5];
- Инженерия и технологии[6];
- Гуманитарные науки[7];
- Менеджмент[8].

Каждый из факультетов предоставляет как бакалаврские, так и магистерские и докторские программы.